# Сінне (Переволоцький район)
Сі́нне (рос. Сенное) — село у складі Переволоцького району Оренбурзької області, Росія.

## Населення
Населення — 316 осіб (2010; 319 у 2002).
Національний склад (станом на 2002 рік):
- росіяни — 81 %